# Campeonato Sudamericano de Voleibol Femenino de 2019
La edición XXXIII del Campeonato Sudamericano de Voleibol Femenino se realizó en Cajamarca, Perú, del 28 de agosto al 1 de septiembre de 2019.
Participaron ocho selecciones nacionales sudamericanas: Perú como local, Argentina, Brasil, Bolivia, Colombia, Ecuador, Uruguay y Venezuela.
El certamen fue organizado por la Federación Peruana de Voleibol bajo la supervisión de la CSV y otorgó 4 plazas para el Preolímpico Sudamericano de Voleibol Femenino 2020.
La selección de Brasil se proclamó campeón del torneo al ocupar el primer lugar en la tabla de posiciones, de esta manera las brasileñas obtuvieron el vigésimo primer título sudamericano femenino para su país y el decimotercero consecutivo desde el logrado en 1995. Por su parte, Colombia se quedó con la medalla de la plata siendo esta la segunda consecutiva, al ubicarse en el segundo lugar de la tabla de posiciones. Finalmente, Perú consiguió su novena medalla de bronce en el sudamericano femenino luego de culminar en el tercer lugar del torneo.

## Organización

### País anfitrión y ciudad sede
| CajamarcaCajamarca, ciudad sede del Campeonato Sudamericano de Voleibol Femenino de 2019. | Cajamarca                     |
| ----------------------------------------------------------------------------------------- | ----------------------------- |
| CajamarcaCajamarca, ciudad sede del Campeonato Sudamericano de Voleibol Femenino de 2019. | Coliseo Gran Qhapaq Ñan       |
| CajamarcaCajamarca, ciudad sede del Campeonato Sudamericano de Voleibol Femenino de 2019. | Capacidad: 8 000 espectadores |
| CajamarcaCajamarca, ciudad sede del Campeonato Sudamericano de Voleibol Femenino de 2019. |                               |

Esta fue la séptima ocasión, que Perú acogió el Campeonato Sudamericano de Voleibol Femenino. Cajamarca recibió por primera vez esta competición y de esa manera se convirtió en la sexta ciudad peruana en hacerlo. 

#### Recinto
Todos los partidos se llevaron a cabo en el Coliseo Gran Qhapaq Ñan; recinto con un aforo de 8,000 espectadores, donde su ejecución estuvo a cargo de la Municipalidad Provincial de Cajamarca y contó con el aporte de la minera Yanacocha.

### Formato de competición
El torneo consistió de un dos grupos en el que las 8 selecciones participantes se enfrentaron bajo el sistema de todos contra todos, los equipos fueron clasificados de acuerdo a los siguientes criterios, en orden de aparición:
1. Número de partidos ganados y perdidos.
2. Puntos obtenidos, los cuales son otorgados de la siguiente manera:
  - Partido con resultado final 3-0 o 3-1: 3 puntos al ganador y 0 puntos al perdedor.
  - Partido con resultado final 3-2: 2 puntos al ganador y 1 punto al perdedor.
3. Proporción entre los sets ganados y los sets perdidos (Sets ratio).
4. Proporción entre los puntos ganados y los puntos perdidos (Puntos ratio).
5. Resultado del partido entre los equipos implicados.

Al culminar todos los partidos el equipo que se ubicó en el primer lugar del grupo fue proclamado campeón del torneo, mientras que el segundo y tercer lugar obtuvieron la medalla de plata y de bronce respectivamente.

#### Clasificación al Preolímpico Sudamericano
Los cuatro primeros equipos a excepción del campeón Brasil (equipo ya clasificado a los Juegos Olímpicos de Tokio 2020), clasificaron al Preolímpico sudamericano, evento con sede a definir, para optar por el segundo y último cupo sudamericano para los Juegos Olímpicos de Tokio 2020.

## Equipos participantes
El torneo contará con la participación de 8 selecciones.
- Argentina
- Bolivia
- Brasil
- Colombia
- Ecuador
- Perú (Anfitrión)
- Uruguay
- Venezuela

### Grupos
| Grupo A   | Grupo B  |
| --------- | -------- |
| Brasil    | Perú     |
| Argentina | Colombia |
| Venezuela | Bolivia  |
| Ecuador   | Uruguay  |

## Resultados

### Fase de grupos
– Clasificados a la Semifinales.      – Pasan a disputar las Semifinales del 5.° al 8.º puesto.

#### Grupo A
|      |           | Partidos | Partidos | Partidos |      | Sets | Sets | Sets  | Puntos | Puntos | Puntos |
| Pos. | Equipo    | PJ       | PG       | PP       | Pts. | SG   | SP   | Ratio | PG     | PP     | Ratio  |
| ---- | --------- | -------- | -------- | -------- | ---- | ---- | ---- | ----- | ------ | ------ | ------ |
| 1    | Brasil    | 3        | 3        | 0        | 9    | 9    | 1    | 9.000 | 248    | 135    | 1.837  |
| 2    | Argentina | 3        | 2        | 1        | 6    | 7    | 3    | 2.333 | 211    | 193    | 1.093  |
| 3    | Venezuela | 3        | 1        | 2        | 2    | 3    | 8    | 0.375 | 197    | 259    | 0.760  |
| 4    | Ecuador   | 3        | 0        | 3        | 1    | 2    | 9    | 0.222 | 163    | 259    | 0.629  |

| Fecha        | Hora  | Equipo 1  | Res.  | Equipo 2  | Set 1 | Set 2 | Set 3 | Set 4 | Set 5 | Total    | Reporte |
| ------------ | ----- | --------- | ----- | --------- | ----- | ----- | ----- | ----- | ----- | -------- | ------- |
| 28 de agosto | 17:00 | Argentina | 3 – 0 | Venezuela | 25-16 | 25-13 | 25-22 |       |       | 75 – 51  | Reporte |
| 28 de agosto | 15:00 | Brasil    | 3 – 0 | Ecuador   | 25-8  | 25-9  | 25-10 |       |       | 75 – 27  | Reporte |
| 29 de agosto | 13:00 | Argentina | 3 – 0 | Ecuador   | 25-16 | 25-15 | 25-13 |       |       | 75 – 44  | Reporte |
| 29 de agosto | 15:00 | Brasil    | 3 – 0 | Venezuela | 25-10 | 25-16 | 25-11 |       |       | 75 – 37  | Reporte |
| 30 de agosto | 12:00 | Venezuela | 3 – 2 | Ecuador   | 25-19 | 23-25 | 25-18 | 21-25 | 15-5  | 109 – 92 | Reporte |
| 30 de agosto | 14:00 | Brasil    | 3 – 1 | Argentina | 23-25 | 25-19 | 25-16 | 25-11 |       | 98 – 71  | Reporte |

#### Grupo B
|      |          | Partidos | Partidos | Partidos |      | Sets | Sets | Sets  | Puntos | Puntos | Puntos |
| Pos. | Equipo   | PJ       | PG       | PP       | Pts. | SG   | SP   | Ratio | PG     | PP     | Ratio  |
| ---- | -------- | -------- | -------- | -------- | ---- | ---- | ---- | ----- | ------ | ------ | ------ |
| 1    | Colombia | 3        | 3        | 0        | 8    | 9    | 2    | 4.500 | 250    | 162    | 1.543  |
| 2    | Perú     | 3        | 2        | 1        | 7    | 8    | 2    | 4.000 | 245    | 188    | 1.303  |
| 3    | Bolivia  | 3        | 1        | 2        | 3    | 3    | 7    | 0.428 | 152    | 229    | 0.663  |
| 4    | Uruguay  | 3        | 0        | 3        | 0    | 1    | 9    | 0.111 | 157    | 237    | 0.512  |

| Fecha        | Hora  | Equipo 1 | Res.  | Equipo 2 | Set 1 | Set 2 | Set 3 | Set 4 | Set 5 | Total    | Reporte |
| ------------ | ----- | -------- | ----- | -------- | ----- | ----- | ----- | ----- | ----- | -------- | ------- |
| 28 de agosto | 13:00 | Colombia | 3 – 0 | Uruguay  | 25-9  | 25-8  | 25-20 |       |       | 75 – 37  | Reporte |
| 28 de agosto | 20:00 | Perú     | 3 – 0 | Bolivia  | 25-12 | 25-11 | 25-11 |       |       | 75 – 35  | Reporte |
| 29 de agosto | 17:00 | Colombia | 3 – 0 | Bolivia  | 25-8  | 25-6  | 25-16 |       |       | 75 – 30  | Reporte |
| 29 de agosto | 20:00 | Perú     | 3 – 0 | Uruguay  | 25-14 | 25-11 | 25-16 |       |       | 75 – 41  | Reporte |
| 30 de agosto | 16:00 | Uruguay  | 1 – 3 | Bolivia  | 17-25 | 15-25 | 25-12 | 22-25 |       | 79 – 87  | Reporte |
| 30 de agosto | 18:00 | Perú     | 2 – 3 | Colombia | 22-25 | 25-23 | 26-24 | 13-25 | 9-15  | 95 – 112 | Reporte |

### Segunda fase

##### Clasificación 5.º al 8.º puesto

###### Semifinales 5.º al 8.º puesto
| Fecha        | Hora  | Equipo 1  | Res.  | Equipo 2 | Set 1 | Set 2 | Set 3 | Set 4 | Set 5 | Total   | Reporte |
| ------------ | ----- | --------- | ----- | -------- | ----- | ----- | ----- | ----- | ----- | ------- | ------- |
| 31 de agosto | 12:00 | Bolivia   | 3 – 0 | Ecuador  | 25-22 | 25-22 | 25-23 |       |       | 75 – 67 | Reporte |
| 31 de agosto | 14:00 | Venezuela | 3 – 0 | Uruguay  | 25-15 | 25-9  | 25-14 |       |       | 75 – 38 | Reporte |

###### Partido por el 5.º y 6.º puesto
| Fecha           | Hora  | Equipo 1 | Res.  | Equipo 2  | Set 1 | Set 2 | Set 3 | Set 4 | Set 5 | Total   | Reporte |
| --------------- | ----- | -------- | ----- | --------- | ----- | ----- | ----- | ----- | ----- | ------- | ------- |
| 1 de septiembre | 14:00 | Bolivia  | 0 – 3 | Venezuela | 23-25 | 18-25 | 22-25 |       |       | 63 – 75 | Reporte |

##### Clasificación 1.º al 4.º puesto
Los equipos que resultaron ganadores pasaran a disputar la clasificación del 1.° al 4.° puesto.
|  | Semifinales 1.º al 4.º puesto | Semifinales 1.º al 4.º puesto |   |      | Partido 1.º y 2.º puesto | Partido 1.º y 2.º puesto |  |
|  |                               |                               |   |      |                          |                          |  |
|  |                               |                               |   |      |                          |                          |  |
|  | Brasil                        | 3                             |   |      |                          |                          |  |
|  | Perú                          | 0                             |   |      |                          |                          |  |
|  |                               |                               |   |      |                          |                          |  |
|  |                               |                               |   |      |                          |                          |  |
|  |                               |                               |   |      | Brasil                   | 3                        |  |
|  |                               | Colombia                      | 0 |      |                          |                          |  |
|  |                               |                               |   |      |                          |                          |  |
|  |                               |                               |   |      |                          |                          |  |
|  |                               |                               |   |      | Partido 3.º y 4.º puesto |                          |  |
|  |                               |                               |   |      |                          |                          |  |
|  | Colombia                      | 3                             |   | Perú | 3                        |                          |  |
|  | Argentina                     | 0                             |   |      | Argentina                | 2                        |  |

###### Semifinales 1.º al 4.º puesto
| Fecha        | Hora  | Equipo 1 | Res.  | Equipo 2  | Set 1 | Set 2 | Set 3 | Set 4 | Set 5 | Total   | Reporte |
| ------------ | ----- | -------- | ----- | --------- | ----- | ----- | ----- | ----- | ----- | ------- | ------- |
| 31 de agosto | 18:00 | Brasil   | 3 – 0 | Perú      | 25-19 | 25-18 | 25-16 |       |       | 75 – 53 | Reporte |
| 31 de agosto | 16:00 | Colombia | 3 – 0 | Argentina | 25-23 | 25-21 | 25-19 |       |       | 75 – 63 | Reporte |

###### Partido por el 3.º y 4.º puesto
| Fecha           | Hora  | Equipo 1 | Res.  | Equipo 2  | Set 1 | Set 2 | Set 3 | Set 4 | Set 5 | Total     | Reporte |
| --------------- | ----- | -------- | ----- | --------- | ----- | ----- | ----- | ----- | ----- | --------- | ------- |
| 1 de septiembre | 16:00 | Perú     | 3 – 2 | Argentina | 25-19 | 26-24 | 17-25 | 19-25 | 16-14 | 103 – 107 | Reporte |

###### Partido por el 1.º y 2.º puesto
| Fecha           | Hora  | Equipo 1 | Res.  | Equipo 2 | Set 1 | Set 2 | Set 3 | Set 4 | Set 5 | Total   | Reporte |
| --------------- | ----- | -------- | ----- | -------- | ----- | ----- | ----- | ----- | ----- | ------- | ------- |
| 1 de septiembre | 18:00 | Colombia | 0 – 3 | Brasil   | 22-25 | 23-25 | 20-25 |       |       | 65 – 75 | Reporte |

## Clasificación general
| Pos.              | Equipo    |
| ----------------- | --------- |
| Medalla de oro    | Brasil    |
| Medalla de plata  | Colombia  |
| Medalla de bronce | Perú      |
| 4                 | Argentina |
| 5                 | Venezuela |
| 6                 | Bolivia   |
| 7                 | Ecuador   |
| 8                 | Uruguay   |

| Campeón Brasil 21° título |

Equipo ganador:
Fabiana Claudino, Mara Leão, Macris Carneiro, Gabriela Candido, Amanda Francisco, Roberta Ratzke, Sheilla Castro, Ana Carolina da Silva, Suelen Pinto, Leia Silva, Ana Beatriz Correa, Drussyla Costa, Maira Claro, Lorenne Teixeira

## Distinciones individuales
Al culminar la competición la organización del torneo entregó los siguientes premios individuales:
- Jugadora más valiosa (MVP)

 Lorenne Teixeira
- Mejor armadora

 Maria Alejandra Marín
- Mejores atacantes de punta

 Amanda Coneo (primera)
 Karla Ortiz (segunda)
- Mejores centrales

 Mara Leão (primera)
 Ana Beatriz Correa (segunda)
- Mejor opuesta

 Sol Piccolo
- Mejor líbero

 Juliana Toro

## Clasificadas alPreolímpico Sudamericano de 2020
| Bandera de Colombia | Bandera de Perú | Bandera de Argentina | Bandera de Venezuela |
| Colombia            | Perú            | Argentina            | Venezuela            |
| ------------------- | --------------- | -------------------- | -------------------- |